# IQ Style
IQ Style war ein deutsches Lifestyle-Magazin, das von 1998 bis 2008 bestand.
Es erschien 1998 erstmals als IQ in der IQ Verlags GmbH in Berlin. Ab 2003 wurde das Heft auch in einer eigenen Ausgabe in Österreich veröffentlicht. Das gut 100-seitige Heft erschien monatlich und befasste sich mit den üblichen Lifestyle-Themen wie Mode, Menschen oder aktuelle Musik, welche in die Themenkomplexe HEADS, MUSIC, STYLE und URBAN unterteilt wurde. Auch mit dem günstigen Preis von 2 Euro wollte man eine junge, szeneorientierte Zielgruppe ansprechen. Mit der N° 110 wurde das Magazin im Jahr 2008 eingestellt.